# Budhana
Budhana è una suddivisione dell'India, classificata come nagar panchayat, di 32.949 abitanti, situata nel distretto di Muzaffarnagar, nello stato federato dell'Uttar Pradesh. In base al numero di abitanti la città rientra nella classe III (da 20.000 a 49.999 persone).

## Geografia fisica
La città è situata a 29° 16' 60 N e 77° 28' 0 E e ha un'altitudine di 230 m s.l.m..

## Società

### Evoluzione demografica
Al censimento del 2001 la popolazione di Budhana assommava a 32.949 persone, delle quali 17.387 maschi e 15.562 femmine. I bambini di età inferiore o uguale ai sei anni assommavano a 5.926, dei quali 3.240 maschi e 2.686 femmine. Infine, coloro che erano in grado di saper almeno leggere e scrivere erano 16.173, dei quali 9.953 maschi e 6.220 femmine.